# Lucas Torreira
Lucas Sebastián Torreira Di Pascua (sinh ngày 11 tháng 2 năm 1996) là một cầu thủ bóng đá người Uruguay thi đấu ở vị trí tiền vệ phòng ngự cho câu lạc bộ Galatasaray tại Süper Lig và Đội tuyển bóng đá quốc gia Uruguay.

## Thống kê sự nghiệp

### Câu lạc bộ
Tính đến 25 tháng 4 năm 2021
| Câu lạc bộ                 | Mùa giải            | Giải đấu            | Giải đấu | Giải đấu | Cúp  | Cúp | Lục địa | Lục địa | Khác | Khác | Tổng cộng | Tổng cộng |
| Câu lạc bộ                 | Mùa giải            | Hạng đấu            | Trận     | Bàn      | Trận | Bàn | Trận    | Bàn     | Trận | Bàn  | Trận      | Bàn       |
| -------------------------- | ------------------- | ------------------- | -------- | -------- | ---- | --- | ------- | ------- | ---- | ---- | --------- | --------- |
| Pescara                    | 2014–15             | Serie B             | 5        | 0        | 0    | 0   | —       | —       | 3    | 0    | 8         | 0         |
| Pescara (cho mượn)         | 2015–16             | Serie B             | 29       | 4        | 2    | 1   | —       | —       | 3    | 1    | 34        | 6         |
| Pescara (cho mượn)         | Tổng cộng           | Tổng cộng           | 34       | 4        | 2    | 1   | 0       | 0       | 6    | 1    | 42        | 6         |
| Sampdoria                  | 2016–17             | Serie A             | 35       | 0        | 1    | 0   | —       | —       | —    | —    | 36        | 0         |
| Sampdoria                  | 2017–18             | Serie A             | 36       | 4        | 2    | 0   | —       | —       | —    | —    | 38        | 4         |
| Sampdoria                  | Tổng cộng           | Tổng cộng           | 71       | 4        | 3    | 0   | 0       | 0       | 0    | 0    | 74        | 4         |
| Arsenal                    | 2018–19             | Premier League      | 34       | 2        | 4    | 0   | 12      | 0       | —    | —    | 50        | 2         |
| Arsenal                    | 2019–20             | Premier League      | 29       | 1        | 4    | 1   | 6       | 0       | —    | —    | 39        | 2         |
| Arsenal                    | Tổng cộng           | Tổng cộng           | 63       | 3        | 8    | 1   | 18      | 0       | —    | —    | 89        | 4         |
| Atlético Madrid (cho mượn) | 2020–21             | La Liga             | 19       | 1        | 2    | 0   | —       | —       | 5    | 0    | 26        | 1         |
| Tổng cộng sự nghiệp        | Tổng cộng sự nghiệp | Tổng cộng sự nghiệp | 187      | 12       | 10   | 1   | 23      | 0       | 6    | 1    | 231       | 15        |

1 Những giải đấu khác gồm các trận playoff thăng hạng Serie B

### Quốc tế
Tính đến ngày 27 tháng 9 năm 2022
| Uruguay   | Uruguay | Uruguay |
| Năm       | Trận    | Bàn     |
| --------- | ------- | ------- |
| 2018      | 13      | 0       |
| 2019      | 10      | 0       |
| 2020      | 3       | 0       |
| 2021      | 9       | 0       |
| 2022      | 5       | 0       |
| Tổng cộng | 40      | 0       |